# Lima (região)
Lima é uma das 25 regiões do Peru, sua capital é a cidade de Huacho.
Antes da aprovação da lei de regionalização, em 2002, a província de Lima, fazia parte do departamento de Lima, atual região de Lima.
Foi criado em 4 de novembro de 1823. Limita ao norte com o departamento de Áncash, a leste com o departamento de Huánuco, o departamento de Pasco e o departamento de Junín, ao sul com o departamento de Ica e o departamento de Huancavelica, e a oeste com a província constitucional de Callao e o Oceano Pacífico. É o departamento mais populoso do país.

## Províncias (capital)
1. Barranca (Barranca)
2. Cajatambo (Cajatambo)
3. Cañete (San Vicente de Cañete)
4. Canta (Canta)
5. Huaral (Huaral)
6. Huarochirí (Matucana)
7. Huaura (Huacho)
8. Oyón (Oyón)
9. Yauyos (Yauyos)